# Pottstown
Pottstown es un borough ubicado en el condado de Montgomery en el estado estadounidense de Pensilvania. En el año 2000 tenía una población de 21,859 habitantes y una densidad poblacional de 1,747.6 personas por km².

## Geografía
Pottstown se encuentra ubicado en las coordenadas 40°14′59″N 75°38′25″O / 40.24972, -75.64028.

## Demografía
Según la Oficina del Censo en 2000 los ingresos medios por hogar en la localidad eran de $35,785 y los ingresos medios por familia eran $45,734. Los hombres tenían unos ingresos medios de $34,923 frente a los $26,229 para las mujeres. La renta per cápita para la localidad era de $19,078. Alrededor del 11.3% de la población estaba por debajo del umbral de pobreza.